# Pixar-Lampe

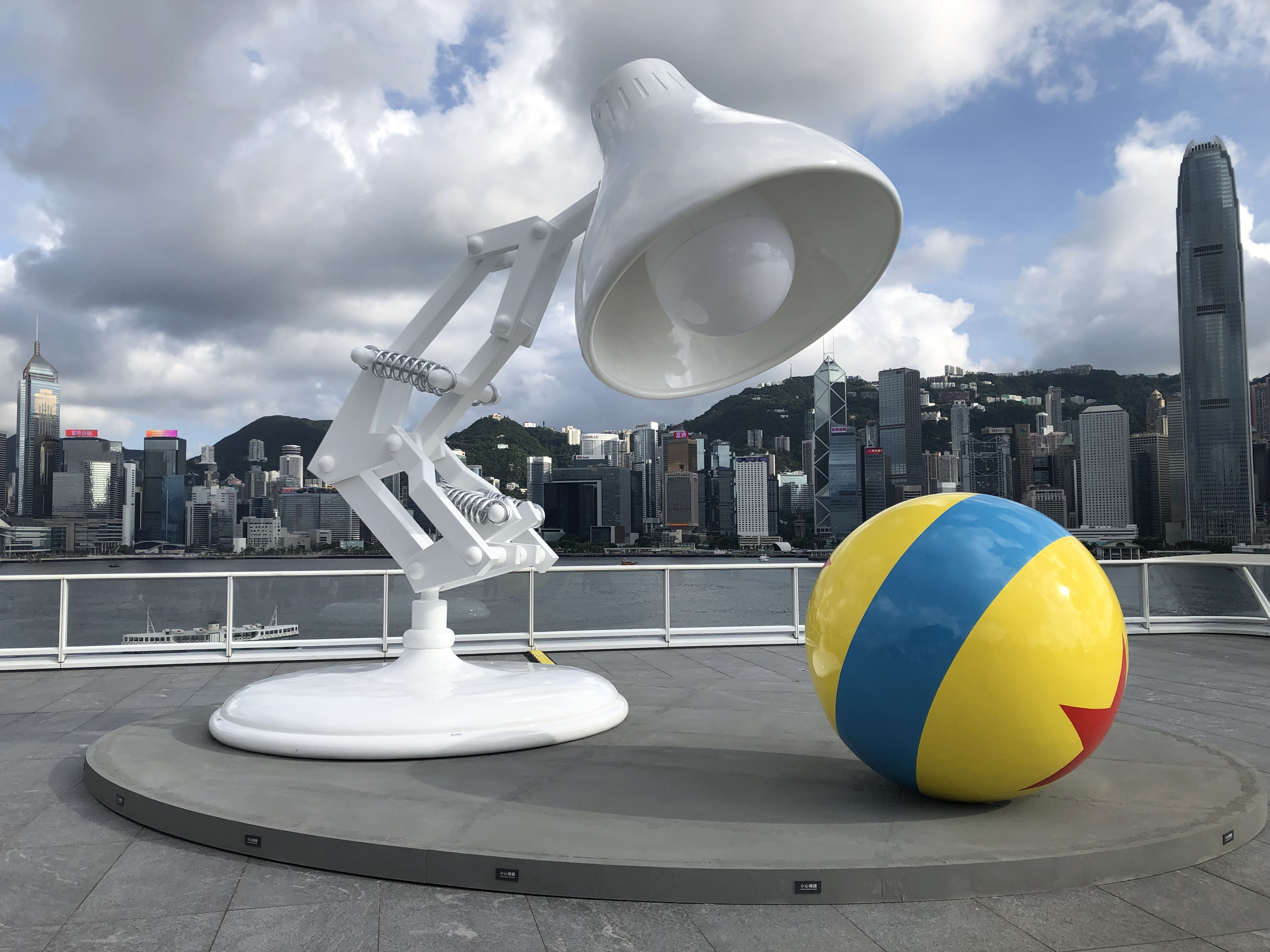
Eine gebaute Statue der Pixar-Lampe

Die Pixar-Lampe (offizieller Name: Luxo Jr.) ist eine lebendige Schreibtischlampe und das Maskottchen von Pixar. Die Lampe hatte ihren ersten Auftritt in dem Kurzfilm Die kleine Lampe von 1986. Seitdem hüpft die Pixar-Lampe immer vor dem PIXAR-Logo entlang zum I. Wenn die Lampe das I erreicht hat, springt sie ein paarmal auf das I und versenkt es im Boden und ersetzt das I schließlich. Danach schaut die Lampe in Richtung Bildschirm. Die Pixar-Lampe taucht oft in Pixar-Filmen als Easter Egg auf.

## Schöpfung
John Lasseter verwendete eine Luxo-Lampe auf seinem Zeichentisch als grafisches Rendering-Modell. Er experimentierte mit dem Modell und benutzte es für Bewegungsstudien. Er demonstrierte das animierte Luxo-Modell auf einem Animationsfestival in Brüssel, Belgien. Lasseter hatte nicht vor, eine Geschichte für die Lampe zu schreiben, aber der belgische Animator Raoul Servais drängte ihn, eine Handlung zu schreiben. Servais sagte: „Egal wie kurz es ist, es sollte einen Anfang, eine Mitte und ein Ende haben. Vergiss die Geschichte nicht.“ Servais überzeugte Lasseter, dass die Länge der Animation die Geschichte nicht beeinträchtigen würde, und sagte ihm: „Du kannst eine Geschichte in zehn Sekunden erzählen.“
Die Inspiration für die Luxo Jr.-Figur kam von Lasseters Interaktionen mit Spencer, dem kleinen Sohn von Tom Porter, einem Mitglied des Pixar-Teams. Lasseter fragte sich, ob die Körperproportionen eines Kindes auf eine Lampe übertragen werden könnten. Er sagte: „Spencer war ungefähr anderthalb Jahre alt, und als ich sah, wie er seine Arme über seinen Kopf hielt, brachte mich das zum Lachen, weil er seinen Scheitel noch nicht wirklich berühren konnte. Nachdem er gegangen war, fing ich an zu denken: Wie würde eine Babylampe aussehen?“ Er änderte die Proportionen des Lampenmodells, um es kindlicher zu machen, und gab ihm einen großen Kopf und einen kleinen Körper. Lasseter hat die Größe der Glühbirne nicht verändert. Er stellte sich vor, dass die im Laden gekaufte Glühbirne vom „Körper“ der Lampe getrennt war und nicht alterte.

## Filme
Lasseter folgte dem Rat von Servais und konzipierte die Handlung für einen Kurzfilm mit Luxo Jr. als Protagonist. Der Kurzfilm hat zwei Charaktere, Luxo Jr. und eine größere Lampe namens Luxo Sr. Luxo Jr. spielt mit einem kleinen Ball, aber wenn man auf den Ball springt, verliert er die Luft. Traurig über den Verlust des Spielzeugs verschwindet Luxo Jr. und erscheint mit einem größeren Ball und taucht wieder auf, um ihm nachzujagen, während Luxo den Kopf schüttelt.
Die kleine Lampe demonstrierte Fortschritte in der Technologie der Selbstbeschattung. Lasseter sagte: „Die Animation einer Lampe, deren Kopf eine Lichtquelle ist, die sich bewegt und die Welt um sich herum selbst beschattet, war eine perfekte Abstimmung von Technologie und Thema.“ Die kleine Lampe debütierte 1986 auf der SIGGRAPH-Show in Dallas, Texas. Der Film erhielt Kritikerlob für seinen fotorealistischen Stil und seine emotionale Wirkung.

### Toy Story-Reihe
Im Toy Story-Franchise ist eine rote Luxo-Lampe auf Andys Schreibtisch und in Toy Story 3 als rosa Luxo-Jr.-Lampe zu sehen.

## Klage
Luxo ASA, das norwegische Unternehmen, das Luxo-Lampen herstellt, verklagte Pixar und seine Muttergesellschaft Disney im Jahr 2009 mit dem Vorwurf, Disney habe seine Markenrechte verletzt, indem es Werbelampen mit der Marke Luxo Jr. verkauft habe. Disney hatte geplant, die Luxo-Jr.-Lampe mit der Collector’s Edition der Up-Blu-ray-Veröffentlichung zu bündeln. Luxo ASA behauptete, dass die Waren von Luxo Jr. „Luxo verheerenden Schaden zufügen und den guten Willen, den Luxo aufgebaut hat, verwässern würden“. Disney einigte sich mit Luxo ASA und stimmte zu, keine Luxo Jr.-Lampen zu verkaufen, während Luxo ASA keine Einwände gegen „künstlerische Wiedergaben“ der Lampe erhob und Pixar erlaubte, Luxo Jr. weiterhin als Charakter zu verwenden.